# ウィンターフェル (ゲーム・オブ・スローンズのエピソード)
『ウィンターフェル』は、HBOで放送されたファンタジー・ドラマ・シリーズである『ゲーム・オブ・スローンズ』のシーズン8(最終章)の第1話である。デイブ・ヒルによって脚本が書かれ、デヴィッド・ナッター
が監督した。
死者の軍団が迫る中、デナーリスとジョンは軍を率いてウィンターフェルに入り、スターク家の子供たちは再び結集する。北部の諸侯とサンサはよそ者に不信の目を向ける。サムは、ジョンに真の出自を教える。
キングズランディングには、ユーロンの〈鉄艦隊〉がエッソスから傭兵軍団の〈黄金兵団〉を運んでくる。捕虜のヤーラをシオンが救出する。サーセイはブロンに、ティリオンとジェイミーの暗殺を命じる。 

## あらすじ

### ウィンターフェルにて
デナーリス・ターガリエン(エミリア・クラーク)とジョン・スノウ(キット・ハリントン)は、ドラゴンと〈穢れなき軍団〉とドスラク人の軍団を率いてウィンターフェルに入城し、一行にはティリオン(ピーター・ディンクレイジ)、 グレイ・ワーム(ジェイコブ・アンダーソン)、ミッサンデイ(ナタリー・エマニュエル)、ヴァリス(コンリース・ヒル)、ダヴォス・シーワース(リアム・カニンガム)、ジョラー・モーモント(イアン・グレン)、サンダー・クレゲイン(ロリー・マッキャン)、ジェンドリー(ジョー・デンプシー)も含まれる。スターク家の子供たちは再び結集する。北部諸侯とサンサ・スターク(ソフィー・ターナー)はデナーリスに膝を屈して〈北の王〉の名乗りをやめたジョンに不満を漏らし、デナーリスを警戒し、サーセイ・ラニスターの約束する援軍を疑う。〈死者の軍団〉が迫る中、ジョンは北部諸侯と〈壁〉の〈冥夜の守人〉にウィンターフェルへの避難を命じる。〈最後の炉端城〉の少年城主ネッド・アンバーに馬と馬車を貸し、民を連れてくるよう命じる。
ティリオン、ダヴォス、ヴァリスはジョンとデナーリスの政治的地位について話し合う。デナーリスとともに、ジョンは初めてドラゴンに乗って空を飛ぶ。アリア(メイジー・ウィリアムズ)はハウンドとジェンドリーに再会し、ジェンドリーに特殊な武器の製作を依頼する。グラヴァー公はウィンターフェルに来ず、〈深林の小丘城〉に留まると知らせてくる。デナーリスはジョラーとともにサム(ジョン・ブラッドリー)に会い、父と弟を処刑したことを伝える。サムは幻視により真実を知るブラン・スターク( アイザック・ヘンプステッド＝ライト)と話し合い、ジョンに真の出自がレイガー・ターガリエンとリアナ・スタークの子であり正統な王位継承者エイゴン・ターガリエンであることを告げる。ジェイミー(ニコライ・コスター＝ワルドー)がウィンターフェルにやって来て、かつて突き落として不具としたブランに再会する。

### キングズランディングにて
ユーロン・グレイジョイ(ピルウ・アスベック)の艦隊がハリー・ストリックランド率いる傭兵軍団の〈黄金兵団〉2万人を乗せてキングズランディングに来航する。馬は連れてくるが、象は連れてこない。ユーロンがサーセイ (レナ・ヘディ)と一夜を共にする間、シオン・グレイジョイ(アルフィー・アレン)が捕虜となっていた姉のヤーラ・グレイジョイ( ジェンマ・ウィーラン)を救い出す。ヤーラは鉄諸島に戻るが、シオンはウィンターフェルに向かう。サーセイの命で、クァイバーン(アントン・レッサー)はブロン(ジェローム・フリン)にジェイミーとティリオンの暗殺を依頼する。

### 〈最後の炉端城〉にて
トアマンド (クリストファー・ヒヴュ)、ベリック・ドンダリオン(リチャード・ドーマー)、エディソン・トレット(ベン・クロンプトン)は、〈死者の軍団〉に襲われた〈最後の炉端城〉に来て、ネッド・アンバーが〈亡者〉に変えられているのを見て焼く。

## 製作

### 脚本
原作者との話し合いにより、未刊の原作『冬の狂風』および『A Dream of Spring』に基づいて脚本が書かれた。

## 評判

### 視聴者数
本エピソードは日曜夜9時に放送され、全米で1180万人に視聴され、第7シーズン最終話に続きシリーズで2番目の視聴者数となった。ストリーミングサービスによる視聴者数を加えると、1740万人が同夜に視聴した。

## 参照
1. ↑  Maglio, Tony (2019年4月15日). “‘Game of Thrones’ Season 8 Premiere Breaks Series Record With 17.4 Million Multiplatform Viewers”. The Wrap. 2019年4月15日閲覧。